# Карташов, Владимир Юрьевич
Влади́мир Ю́рьевич Карташо́в (20 июня 1957, Иваново — 20 сентября 2002, Кармадонское ущелье, Северная Осетия) — художник, художник-постановщик кино. Брат-близнец Александра Карташова.

## Биография
Родился 20 июня 1957 года в Иванове, где работали его родители. В 1979 году окончил Тульский педагогический институт, где учился на факультете химии и биологии. Работал школьным учителем в деревне Симоново, художником-оформителем, рабочим сцены в театре. До 1988 года жил в Туле, 30 августа 1988 года переехал в Ленинград.
Погиб 20 сентября 2002 года вместе со съёмочной группой фильма «Связной» (реж. С. Бодров) в результате схода ледника Колка в Кармадонском ущелье Северной Осетии. Официально считается пропавшим без вести.

## Творчество
Руководил тульской группой художников «Август». После переезда в Ленинград вошёл в состав группы «Остров». Имел несколько персональных и совместных с Александром Карташовым выставок в Туле, Москве, Санкт-Петербурге. Картины находятся в частных коллекциях России, Германии, Великобритании, Японии, США.
С 1991 года по приглашению Сергея Сельянова стал работать на Ленфильме, затем в кинокомпании СТВ. Начинал работу над фильмом «Фрагменты жизни Серафима» Николая Макарова, который не был закончен. Первая работа в кино — «Замок» (реж. Алексей Балабанов). Работал над такими фильмами, как «Брат», «Блокпост», «Особенности национальной рыбалки» и другими.
В 2001-м работал над сценарием собственного фильма. По воспоминаниям жены, в его основу легли впечатления Карташова от работы в школе-интернате, главной темой была драма взросления, всегда занимавшая художника. В этот момент Бодров пригласил художника на съемки своего нового фильма.

## Персональные выставки
- 1987 — Тула
- 1988 — Валбжих (Польша)
- 1988 — Тула
- 1989 — Поленово
- 1991 — Москва
- 1992 — Санкт-Петербург
- 1995 — Москва
- 1995 — Тула
- 2006 — Тула
- 2007 — Санкт-Петербург

## Фильмография
- 1994 — Замок (реж. Алексей Балабанов) — художник-постановщик, главный художник
- 1997 — Брат (реж. Алексей Балабанов) — художник-постановщик
- 1998 — Блокпост (реж. Александр Рогожкин) — художник-постановщик
- 1998 — Особенности национальной рыбалки (реж. Александр Рогожкин) — художник-постановщик
- 1998 — Болдинская осень (к/м, реж. Александр Рогожкин) — художник-постановщик
- 2001 — Сёстры (реж. Сергей Бодров мл.) — художник-постановщик
- 2002 — Гололёд (реж. Михаил Брашинский) — художник-постановщик
- 2002 — Связной (реж. Сергей Бодров мл.) — художник-постановщик (фильм не завершен)
- 2003 — Кармен (реж. Александр Хван) — художник-постановщик

## Награды и номинации
- 1995 — «Ника» за лучшую работу художника (за фильм «Замок») — награда
- 2003 — «Золотой орёл» за лучшую работу художника-постановщика (за фильм «Кармен») — номинация